# Franciscus Theodorus Hubertus Uijen
Franciscus Theodorus Hubertus Uijen (Nijmegen, 14 april 1878 - Boekel, 17 januari 1956) was een Nederlands politicus.

## Leven en werk
Uijen werd in 1878 in Nijmegen geboren als zoon van de smid Albertus Franciscus en Maria Wilhelmina Kruitwagen. Na zijn lagere schoolopleiding werd hij smidsleerling en vervolgens metaalarbeider. Hij werd actief in het Rooms-Katholiek Werklieden Verbond, waar hij bestuursfuncties vervulde. Ook op politiek vlak ging hij een rol spelen. In 1923 werd hij gekozen tot lid van Provinciale Staten van Noord-Brabant. Deze functie vervulde hij tot 1941. Van 1929 tot 1933 was hij lid van de Tweede Kamer voor de RKSP. In 1931 werd hij benoemd tot burgemeester van Waalre. In 1943 werd hem op eigen verzoek eervol ontslag verleend als burgemeester.
Uijen trouwde op 1 februari 1900 te Nijmegen met Anna Maria Gertruda Wilke. Hun dochter Anna Elisabeth trouwde met het latere Tweede Kamerlid Frans van Vliet. Hun kleinzoon Frans Uijen werd lid van de Eerste Kamer.
- Biografisch Portaal: 32929602
- Parlement.com: vg09llb6zoz5